# جاده فرانسیگنا

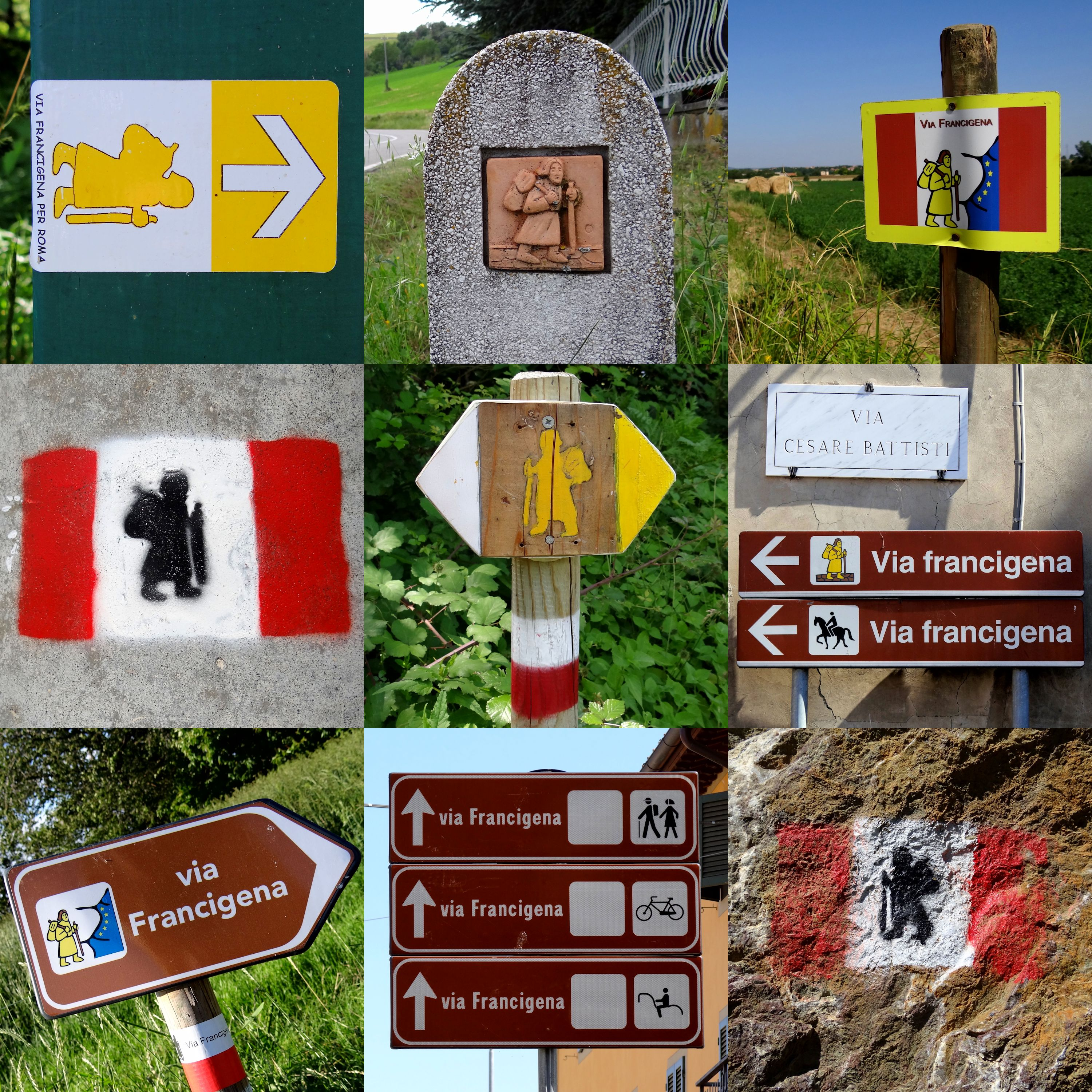
تابلوهای راهنمای مختلف جاده فرانسیگنا در ایتالیا

جاده فرانسیگنا (ایتالیایی: [ˈvi:a franˈtʃi:dʒena]) یک جاده باستانی و مسیر زیارتی است که از شهر کلیسای جامع کانتربری در انگلستان، از طریق فرانسه و سوئیس، به رم و سپس به آپولیا، ایتالیا، جایی که بنادری برای سوار شدن به سرزمین مقدس وجود داشت، ادامه دارد. در ایتالیا به نام «ویا فرانسیگنا» («جاده ای که از فرانسه می‌آید») یا «ویا رومآ فرانسیگنا» («جاده ای به رم که از فرانسه می‌آید») شناخته می‌شد. در قرون وسطی این جاده مهم و مسیر زیارتی برای کسانی بود که مایل به بازدید از مقبره مقدس و مقبره‌های رسولان پطرس و پولس رسول بودند.

## تاریخچه
در قرون وسطی، جاده فرانسیگنا مسیر اصلی زیارت به رم از شمال بود. این مسیر ابتدا به‌عنوان «راه لومبارد» ثبت شد.

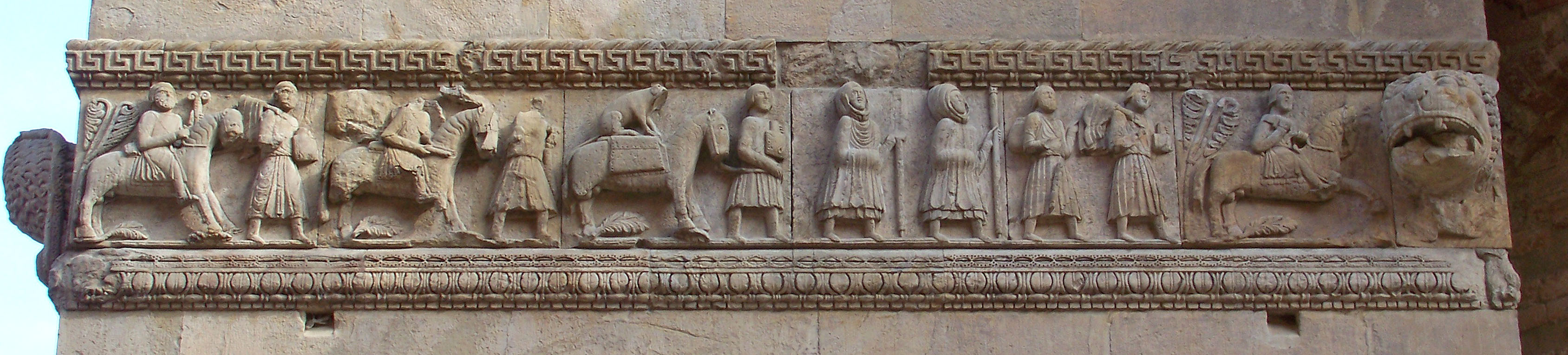
زائران رم حکاکی شده در یک نقش برجسته، کلیسای جامع فیدنزا (اواخر قرن دوازدهم)